# Велики-Преслав

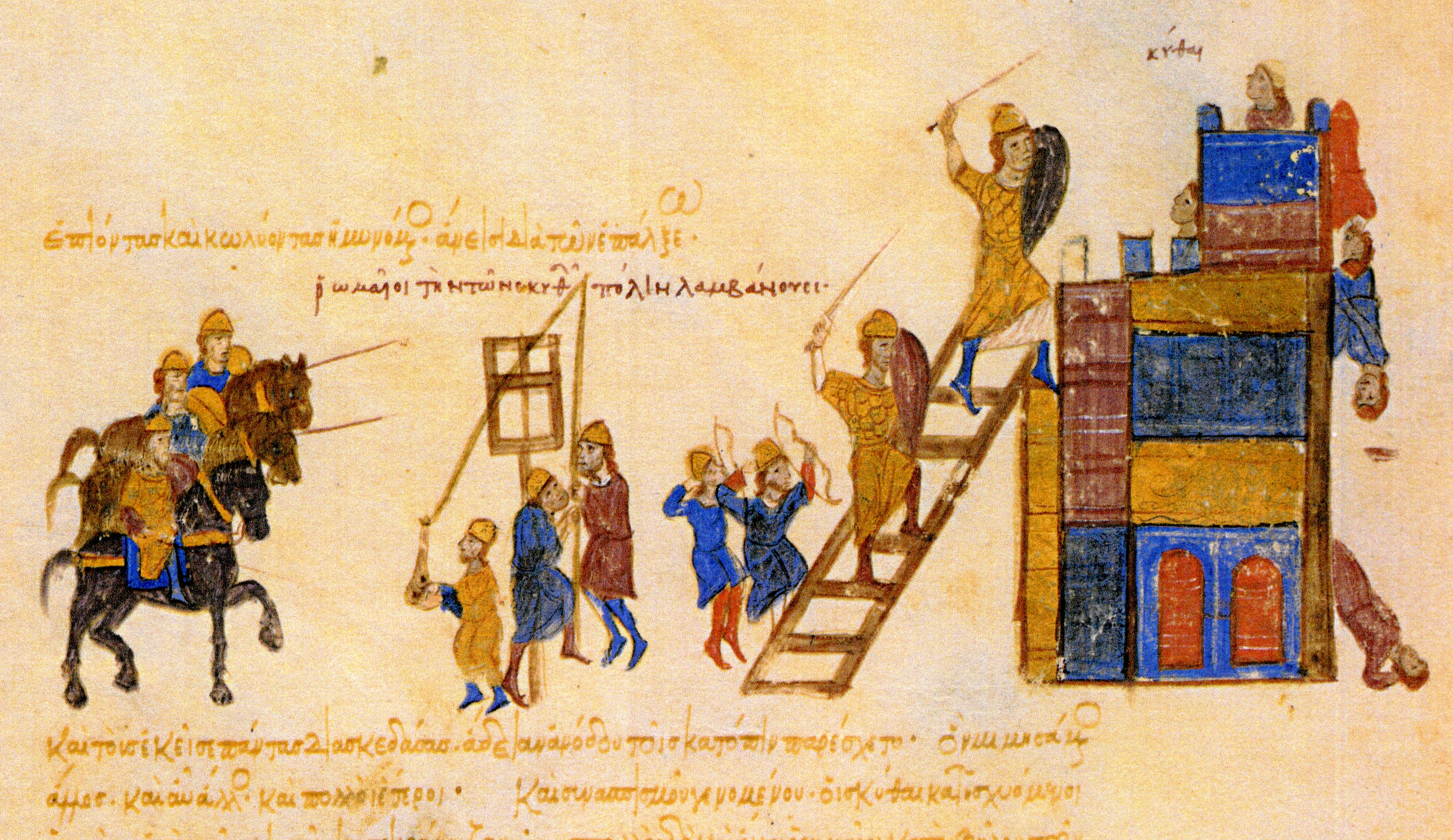
Византийцы штурмуют Преслав, хроника XI века, Иоанн Скилица

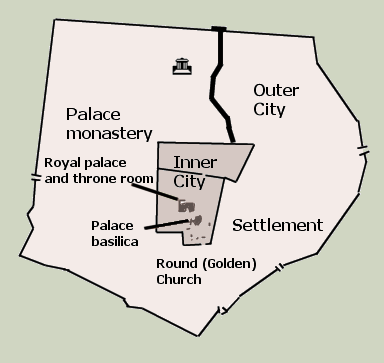
План города Преслава

Вели́ки-Пресла́в, Пресла́в (болг. Велики Преслав; болг. дореф. Прѣславъ), до 1878 года Эски-Стамбул — город в Болгарии, в Шуменской области, на левом берегу реки Голяма-Камчия.
Одноимённая столица Первого Болгарского царства с 893 по 971 годы находилась в 3 км от современного города.

## История
В 3 километрах к югу от Преслава находятся развалины одноимённого древнего города — столицы Первого Болгарского царства.

### Столица Первого Болгарского царства
В 893 году после свержения Владимира Расате, новый болгарский царь Симеон Великий перенёс столицу в город Преслав, которая в противовес старой языческой столице Плиске стала центром христианизации Болгарии.
В 919 году на церковном соборе в Преславе была провозглашена автокефалия Болгарской церкви и возведение её в ранг патриархата.
В 968 году город вместе со всей Болгарией, очевидно, оккупировал киевский князь Святослав Игоревич. Столицей Святослав сделал город Переяславец, тождество которого с Преславом не установлено.
В 971 году византийские войска Иоанна Цимисхия захватили Преслав, и Восточная Болгария вошла в состав Византии (см. Русско-византийская война 970—971 годов).

### Второе Болгарское царство
В XI—XII веках, в период византийского владычества, город находился в состоянии упадка. После восстания братьев Петра и Асеня влияние Преслава частично восстанавливается. Иван Асень управлял страной из Тырново, центра восстания, а его брат Пётр из Преслава, символа возобновления Болгарской государственности. В итоге в качестве столицы окончательно был избран Тырново и город постепенно начал пустеть. В конце XIII века город был окончательно разрушен татарами и последние жители Преслава переселились на новое место, территорию современного Преслава.

## Музей
С конца XIX века в городе проводятся регулярные археологические раскопки. Преслав состоял из двух частей — внешнего города, окружённого каменной стеной, высотой до 10 метров и толщиной 3,25 метров с воротами и башнями, и внутреннего города — комплекса царских зданий, также окружённого каменной стеной. Во внутреннем городе исследованы руины дворцов, сложенных из крупных камней (в том числе Большого дворца или так называемой Тронной палаты с остатками колонн, плит с резным растительным орнаментом и пола из мрамора и порфира). Во внешнем городе — остатки жилых домов, мастерских, а также так называемой Золотой (Круглой) церкви (X век) с атрием и притвором, богато украшенной мрамором, мозаиками, глазурованными узорными керамическими плитками. В настоящее время на территории древнего города находится национальный историко-археологический музей Велики-Преслав.

## Персоналии, связанные с Преславом
- Симеон I — царь Первого Болгарского царства
- Пётр I — царь Первого Болгарского царства
- Борис II — царь Первого Болгарского царства
- Святослав Игоревич — князь Киевский
- Наум Преславский
- Пётр IV — царь Второго Болгарского царства
- Иван Асень II — царь Второго Болгарского царства
- Анна Болгарская — болгарская княжна IX—X века, дочь князя Болгарии Бориса I.

## Политическая ситуация
Кмет (мэр) общины Велики-Преслав — Димо Петров Бодуров (ГЕРБ) по результатам выборов.

## Галерея

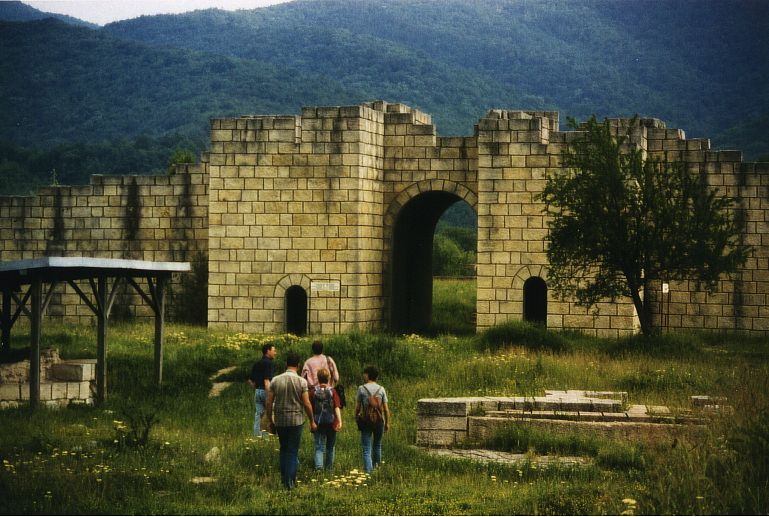
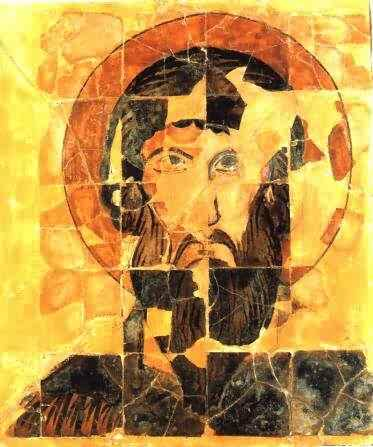
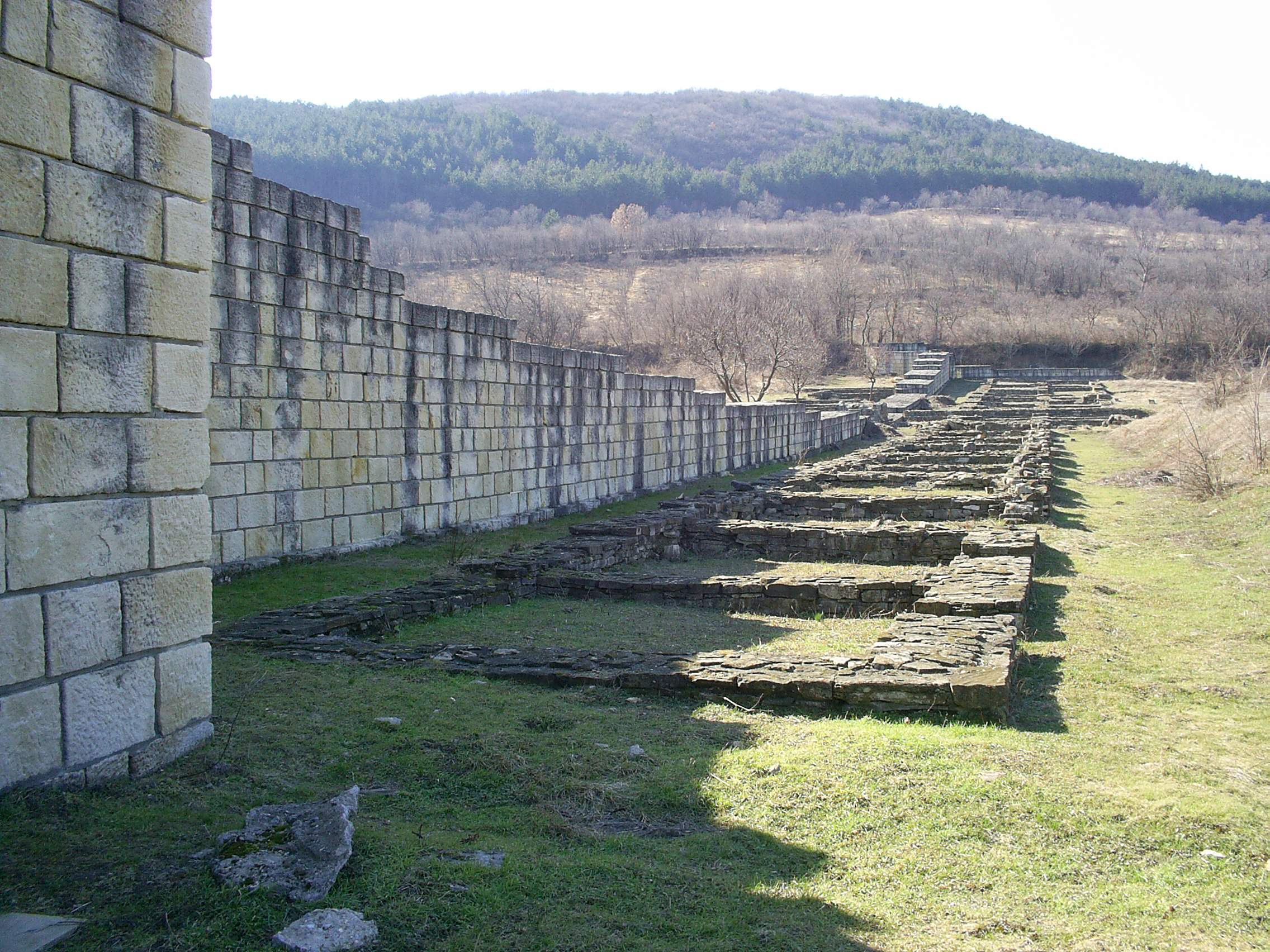
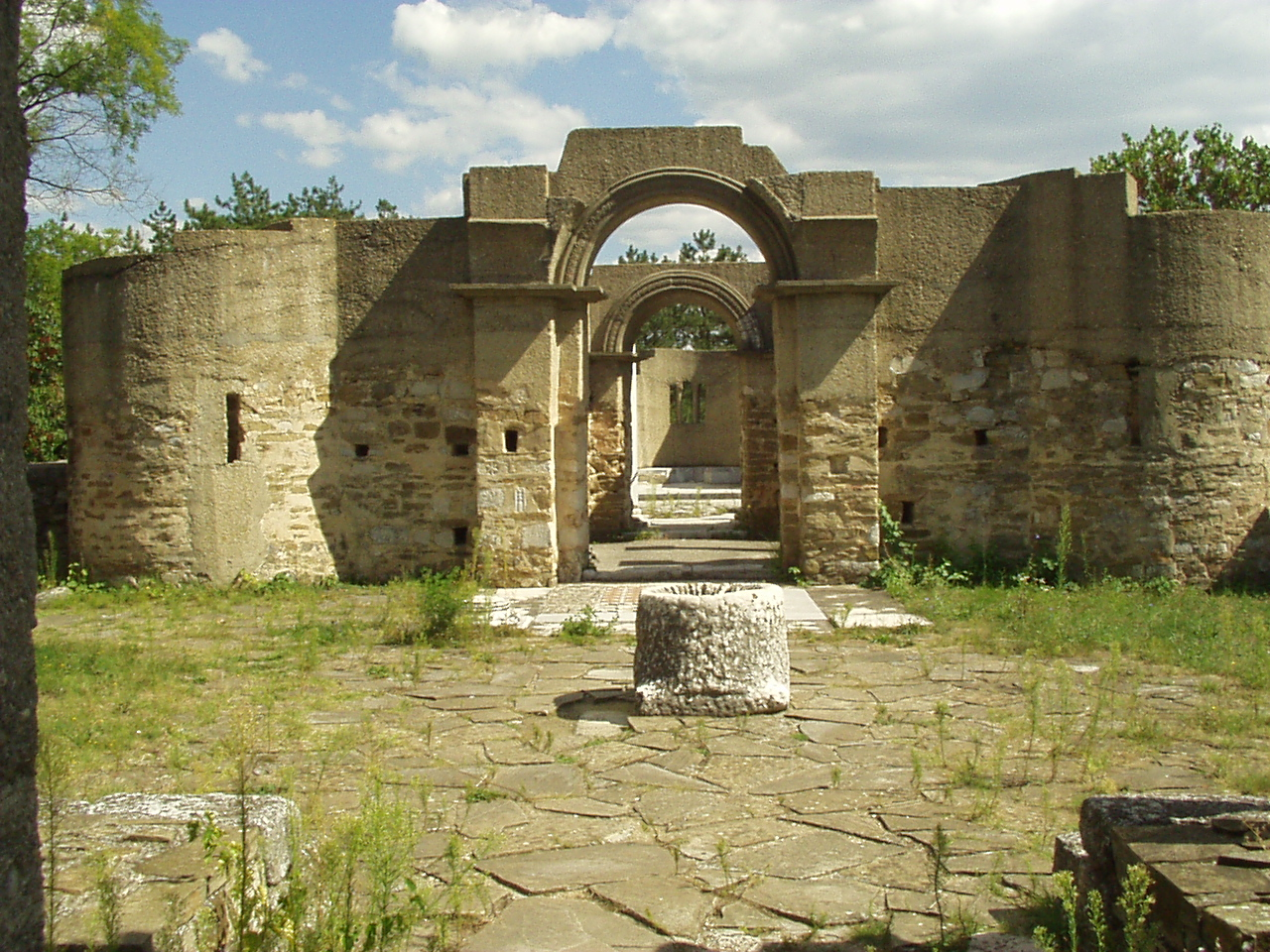
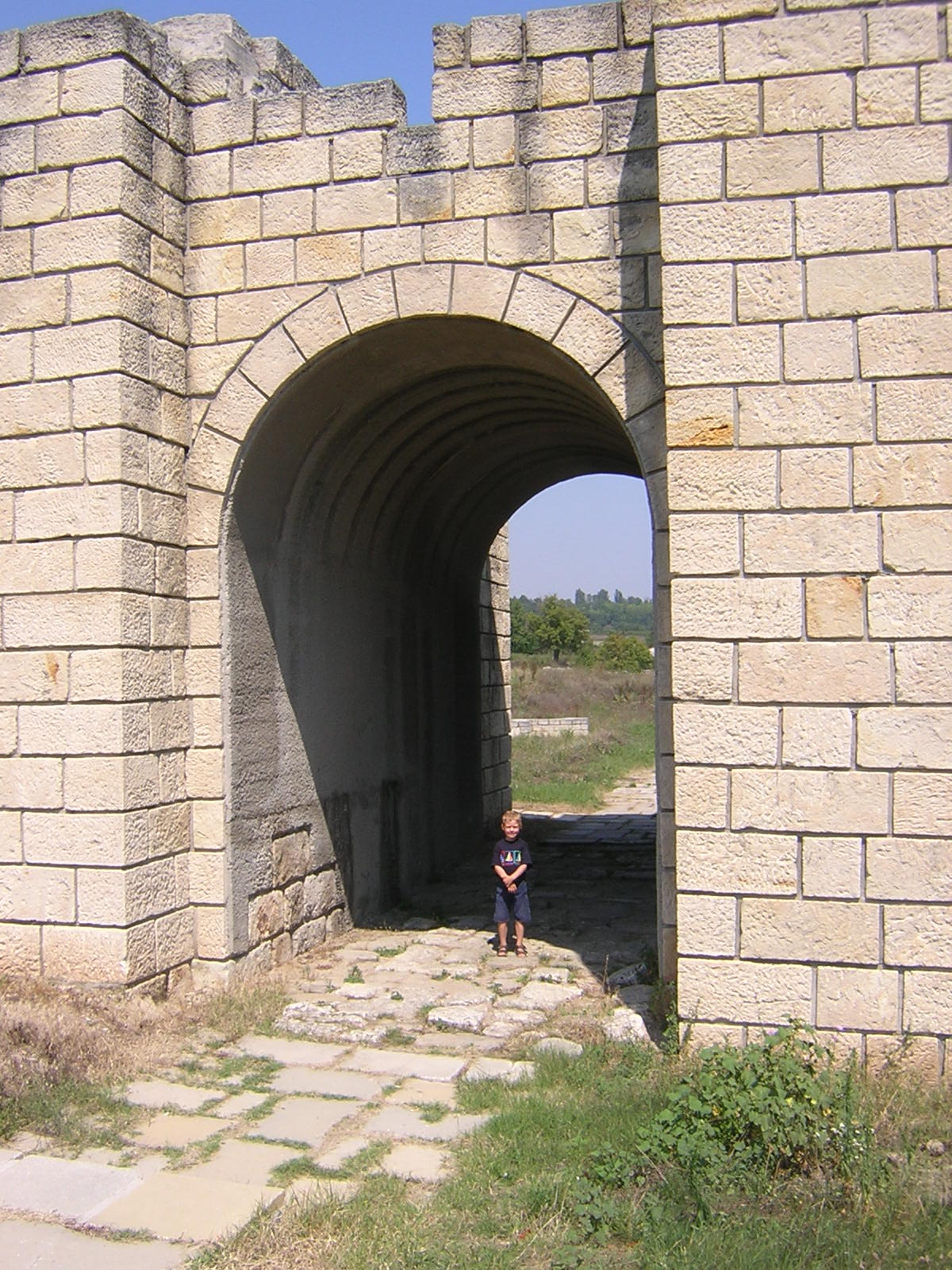
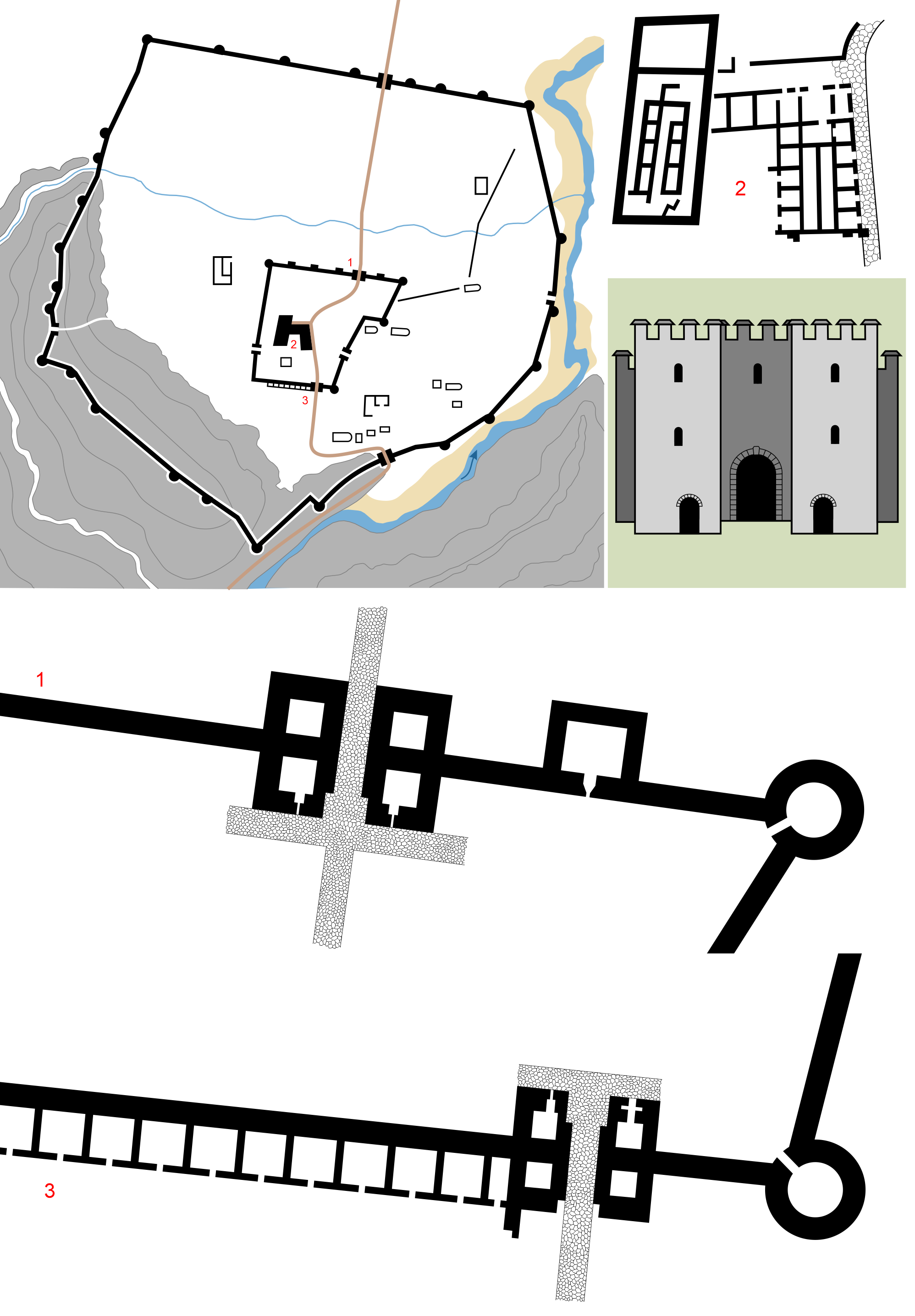
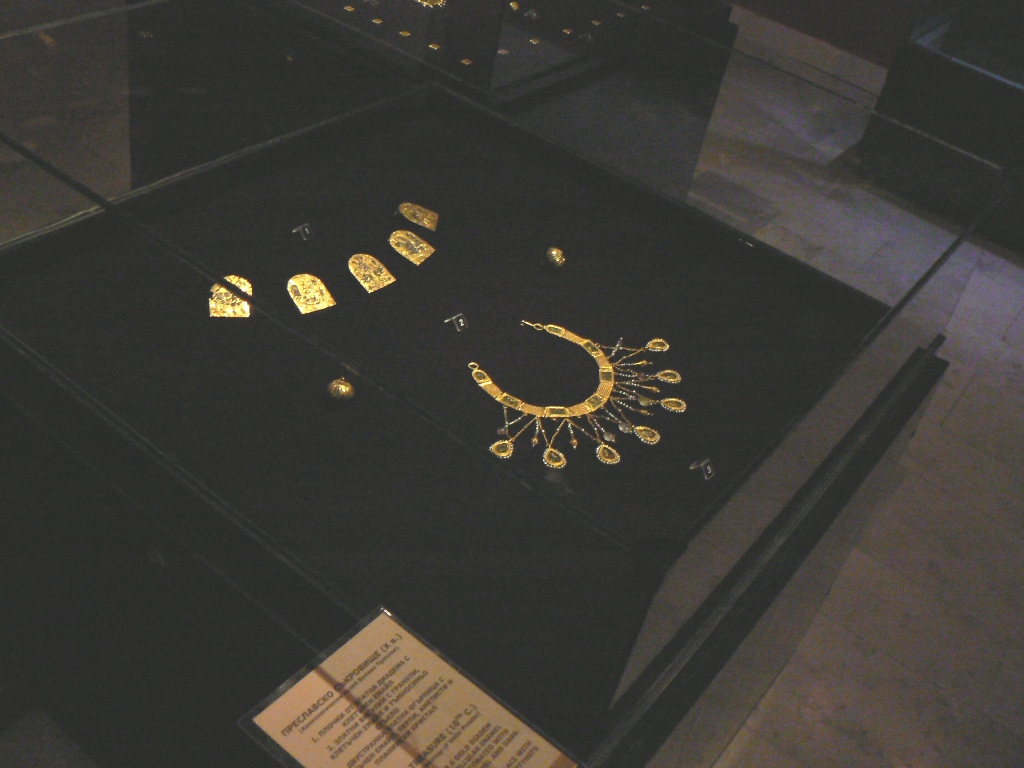
Двойное золотое ожерелье из Преславского клада X века